# Martin Hermansen
Martin Hermansen (* 19. April 1976 in Lemvig) ist ein ehemaliger dänischer Basketballspieler.

## Werdegang
Hermansen begann im Alter von zwölf Jahren in Frederiksberg mit dem Basketballsport, er schloss sich dem Falcon Basketball Klub an. Später spielte er für den Virum Basketball Klub und BMS. Mit BMS wurde er dänischer Jugendmeister, im Alter von 16 Jahren wurde Hermansen erstmals in der dänischen Herrennationalmannschaft eingesetzt. 1996 nahm er an der U22-Europameisterschaft teil, 1997 bestritt der 1,96 Meter große Flügelspieler, der zeitweilig in den Vereinigten Staaten am Sacramento City College studierte und spielte, mit der A-Nationalmannschaft EM-Qualifikationsspiele. Hermansen kam insgesamt auf 14 Länderspiele für Dänemark.
1998 kam er aus den Vereinigten Staaten nach Dänemark zurück und gewann mit den Bakken Bears 1999, 2000 und 2001 die dänische Meisterschaft. Er spielte zusätzlich mit der aus Spielern mehrerer dänischer Vereine zusammengestellten Mannschaft Magic Great Danes in der Nordeuropäischen Basketball-Liga. Ab 2001 stand er in Diensten des Erstligisten BK Skjold/Stevnsgade, spielte in der Saison 2003/04 kurz für den SISU Basketball Klub, ab Januar 2004 stand er beim spanischen Viertligisten Mesón Can Pedro unter Vertrag, für den er bis zum Ende der Saison 2003/04 an 14 Spielen mitwirkte und in denen er einen Mittelwert von 12,6 Punkten erzielte. Später war Hermansen Spielertrainer beim Zweitligisten Roskilde Basketball Club.
Im Sommer 2015 verkündete der den Spitznamen „Herminator“ tragende Hermansen im Alter von 39 Jahren seine Rückkehr in Dänemarks höchste Spielklasse, Basketligaen, indem er sich der Mannschaft Stevnsgade Basketball anschloss. Er bestritt 15 Spiele für Stevnsgade, Ende Februar 2016 zog er sich zurück.